# Sächsischer Landespokal der Frauen 2022/23
Der Sächsische Landespokal der Frauen 2022/23 war die 32. Austragung des Sächsischen Landespokals der Frauen im Amateurfußball. Am 1. Mai 2023 setzte sich im Finale, der Neuauflage des Vorjahres, die zweite Mannschaft von RB Leipzig mit 2:0 gegen den Chemnitzer FC durch und verteidigt somit den Sachsenpokal. Da im  DFB-Pokal der Frauen keine zweiten Mannschaften startberechtigt sind, qualifiziert sich der Chemnitzer FC trotz der Niederlage für den DFB-Pokal 2023/24 (Frauen).
Titelverteidigerinnen sind die zweite Mannschaft von RB Leipzig.

## Teilnehmende Mannschaften
Der Landespokal der Frauen ist der weibliche Vereinspokal-Wettbewerb innerhalb des sächsischen Verbandsgebietes und dient zugleich der Qualifikation zur 1. Hauptrunde des DFB-Pokal der Frauen. Teilnahmeberechtigt sind alle sächsischen Mannschaften von der Regionalliga bis zur Landesklasse. Zudem steht der Wettbewerb unterklassigen Teams auf Kreisebene offen, die das Spiel auf Großfeld ausprobieren möchten. Interessierte Mannschaften können sich jederzeit für den Sachsenpokal der Frauen melden. Die Regionalligisten steigen ab dem Achtelfinale in den Wettbewerb ein.  Die Auslosung der ersten Pokalrunde findet traditionell im Rahmen der Staffeltagung in der Sommerpause statt.
Die folgende Übersicht listet alle Vereine auf, die sich für den Landespokal gemeldet haben und deren Ligastufenzugehörigkeit (Stand: 13. Juli 2022).
| Regionalliga Nordost 2022/23 (III) | Landesliga Sachsen 2022/23 (IV) | Landesliga Sachsen 2022/23 (IV) | |
| --- | --- | --- | --- |
| SV Eintracht Leipzig-Süd RB Leipzig II Bischofswerdaer FV | Chemnitzer FC DFC Westsachsen Zwickau FC Erzgebirge Aue Heidenauer SV (verzichtete) SG LVB Leipzig SG Motor Gohlis Nord Leipzig | SpVgg. Leipzig 1899 SSV Stötteritz SV Eiche Reichenbrand SV Johannstadt 90 TSV 1861 Spitzkunnersdorf 1. FFC Fortuna Dresden                                                 | |
| Landesklasse Sachsen 2022/23 (V) | Landesklasse Sachsen 2022/23 (V) | Landesklasse Sachsen 2022/23 (V) | Kreisteilnehmer 1 |
| - Staffel Nord: Bornaer SV BSG Chemie Leipzig SpG BSV Schönau 1983/Eintracht Süd II ESV Lok Döbeln (verzichtete) FSV Luppa 90 Leipziger FC 07 Roter Stern Leipzig 99 (verzichtete) SG Rotation Leipzig (verzichtete) SV Klinga-Ammelshain (verzichtete) SV Merkwitz ZFC Meuselwitz in Sn. | - Staffel Ost: FSV Lokomotive Dresden Post SV Dresden Radeberger SV Serkowitzer FSV SpVgg. Dresden-Löbtau SpG SV Gnaschwitz-Doberschau/Bischofswerda II SpG SV Loschwitz/Johannstadt II SpG SV Ludwigsdorf 48/Gebelzig SV Reichenbach Thonberger SC 1931 TSV 1861 Spitzkunnersdorf II 1. FFC Fortuna Dresden II | - Staffel Süd/West: Ebersbrunner SV ESV Eintracht Thum-Herold FC Erzgebirge Aue II (verzichtete) SG Handwerk Rabenstein SG Jößnitz SV Planitz 1. FFC Chemnitz (verzichtete) | SSV 1862 Langburkersdorf (Kreisoberliga – Kreis Sächsische Schweiz/Osterzgebirge) FV Löbtauer Kickers (Kreisoberliga – Kreis Dresden) SC Eintracht Schkeuditz (Kreisoberliga – Kreis Leipzig) |

## Modus
Der Sächsische Landespokal wird im K.-o.-Modus ausgetragen; im Falle eines Unentschiedens nach 90 Minuten folgen Verlängerung und Elfmeterschießen. Die Paarungen werden vor jeder Runde ausgelost. Heimrecht hat stets die klassentiefere Mannschaft, sonst entscheidet die Reihenfolge der Ziehung bei der Auslosung (die Mannschaft mit Heimrecht kann allerdings zugunsten der anderen Mannschaft auf das Heimrecht verzichten).
Die qualifizierten Mannschaften steigen je nach Ligazugehörigkeit und in Abhängigkeit von der Gesamtzahl der Teilnehmer sowie deren Verteilung auf die Ligastufen gestaffelt in den Wettbewerb ein.

## Ausscheidungsrunde
Am 2. Juli 2022 wurde die Ausscheidungsrunde und die Hauptrunde im Sachsenpokal der Frauen ausgelost.
| Datum      |                                                   | Ergebnis  |                                    |
| ---------- | ------------------------------------------------- | --------- | ---------------------------------- |
| 21.08.2022 | Bornaer SV (V)                                    | 00:13     | SSV Stötteritz (IV)                |
| 21.08.2022 | SSV 1862 Langburkersdorf                          | Absetzung | FSV Luppa 90 (V)                   |
| 21.08.2022 | Thonberger SC 1931 (V)                            | 1:4       | SG Handwerk Rabenstein (V)         |
| 21.08.2022 | Leipziger FC 07 (V)                               | 00:18     | 1. FFC Fortuna Dresden (IV)        |
| 21.08.2022 | ESV Eintracht Thum-Herold (V)                     | 7:1       | SpVgg. Dresden-Löbtau (V)          |
| 21.08.2022 | Ebersbrunner SV (V)                               | 00:11     | FC Erzgebirge Aue (IV)             |
| 21.08.2022 | Radeberger SV (V)                                 | Absetzung | SG Jößnitz (V)                     |
| 21.08.2022 | SV Merkwitz (V)                                   | Absetzung | SV Planitz (V)                     |
| 21.08.2022 | 1. FFC Fortuna Dresden II (V)                     | Absetzung | SpG SV Ludwigsdorf 48/Gebelzig (V) |
| 21.08.2022 | FC Löbtauer Kickers                               | 1:3       | Post SV Dresden (V)                |
| 21.08.2022 | SpG SV Gnaschwitz-Doberschau/Bischofswerda II (V) | 4:0       | DFC Westsachsen Zwickau (IV)       |
| 23.08.2022 | SpG SV Loschwitz/Johannstadt 2 (V)                | 0:6       | SG LVB Leipzig (IV)                |

Freilose:
- SV Eintracht Leipzig-Süd (III)
- RB Leipzig II (III)
- Bischofswerdaer FV (III)
- Chemnitzer FC (IV)
- SG Motor Gohlis Nord Leipzig (IV)
- SpVgg. Leipzig 1899 (IV)
- SV Eiche Reichenbrand (IV)
- SV Johannstadt 90 (IV)
- TSV 1861 Spitzkunnersdorf (IV)
- BSG Chemie Leipzig (V)
- SpG BSV Schönau 1983/Eintracht Süd II (V)
- ZFC Meuselwitz in Sn. (V)
- FSV Lokomotive Dresden (V)
- Serkowitzer FSV (V)
- SV Reichenbach (V)
- TSV 1861 Spitzkunnersdorf II (V)
- SC Eintracht Schkeuditz (Kreisoberliga – Kreis Leipzig)

## Hauptrunde
| Datum      |                                                   | Ergebnis              |                                           |
| ---------- | ------------------------------------------------- | --------------------- | ----------------------------------------- |
| 21.08.2022 | TSV 1861 Spitzkunnersdorf II (V)                  | 3:3 n. V. (2:4 i. E.) | SpG BSV Schönau 1983/Eintracht Süd II (V) |
| 28.08.2022 | SV Merkwitz (V)                                   | 00:13                 | TSV 1861 Spitzkunnersdorf (IV)            |
| 28.08.2022 | FSV Luppa 90 (V)                                  | 1:3                   | Chemnitzer FC (IV)                        |
| 28.08.2022 | SpG SV Gnaschwitz-Doberschau/Bischofswerda II (V) | 2:1 n. V.             | SG Handwerk Rabenstein (V)                |
| 28.08.2022 | Post SV Dresden (V)                               | Absetzung             | SC Eintracht Schkeuditz                   |
| 28.08.2022 | Serkowitzer FSV (V)                               | 0:2                   | ESV Eintracht Thum-Herold (V)             |
| 28.08.2022 | SG Jößnitz (V)                                    | 0:3                   | SG LVB Leipzig (IV)                       |
| 28.08.2022 | SSV Stötteritz (IV)                               | 1:2                   | 1. FFC Fortuna Dresden (IV)               |
| 28.08.2022 | SpVgg. Leipzig 1899 (IV)                          | 2:0                   | SV Johannstadt 90 (IV)                    |
| 28.08.2022 | ZFC Meuselwitz in Sn. (V)                         | 2:1                   | 1. FFC Fortuna Dresden II (V)             |
| 28.08.2022 | FC Erzgebirge Aue (IV)                            | 5:2                   | SV Eiche Reichenbrand (IV)                |
| 28.08.2022 | BSG Chemie Leipzig (V)                            | Absetzung             | SG Motor Gohlis Nord Leipzig (IV)         |
| 13.09.2022 | FSV Lokomotive Dresden (V)                        | 1:0                   | SV Reichenbach (V)                        |

Freilose:
- SV Eintracht Leipzig-Süd (III)
- RB Leipzig II (III)
- Bischofswerdaer FV (III)

## Achtelfinale
Am Sonntag, den 28. August 2022 loste Pokalleiter Jörg Beutel das Achtelfinale im Landespokal der Frauen aus.
| Datum      |                                                   | Ergebnis          |                                           |
| ---------- | ------------------------------------------------- | ----------------- | ----------------------------------------- |
| 11.09.2022 | SpVgg. Leipzig 1899 (IV)                          | 1:3               | SV Eintracht Leipzig-Süd (III)            |
| 24.09.2022 | BSG Chemie Leipzig (V)                            | 2:1               | FC Erzgebirge Aue (IV)                    |
| 25.09.2022 | ZFC Meuselwitz in Sn. (V)                         | 1:6               | Chemnitzer FC (IV)                        |
| 25.09.2022 | FSV Lokomotive Dresden (V)                        | 8:1               | SpG BSV Schönau 1983/Eintracht Süd II (V) |
| 25.09.2022 | SG LVB Leipzig (IV)                               | Nichtantritt Heim | TSV 1861 Spitzkunnersdorf (IV)            |
| 25.09.2022 | SpG SV Gnaschwitz-Doberschau/Bischofswerda II (V) | 3:4               | ESV Eintracht Thum-Herold (V)             |
| 25.09.2022 | RB Leipzig II (III)                               | 1:0               | Bischofswerdaer FV (III)                  |
| 05.10.2022 | Post SV Dresden (V)                               | 02:15             | 1. FFC Fortuna Dresden (IV)               |

## Viertelfinale
Am Tag der Deutschen Einheit loste Pokalleiter Jörg Beutel im Rahmen der Endrunde um den AOK PLUS Landespokal der D-Juniorinnen (Sieger Chemnitzer FC) das Viertelfinale der Frauen aus.
| Datum      |                                | Ergebnis |                                |
| ---------- | ------------------------------ | -------- | ------------------------------ |
| 22.10.2022 | BSG Chemie Leipzig (V)         | 1:5      | RB Leipzig II (III)            |
| 30.10.2022 | ESV Eintracht Thum-Herold (V)  | 1:5      | SV Eintracht Leipzig-Süd (III) |
| 30.10.2022 | FSV Lokomotive Dresden (V)     | 3:4      | Chemnitzer FC (IV)             |
| 30.10.2022 | TSV 1861 Spitzkunnersdorf (IV) | 1:5      | 1. FFC Fortuna Dresden (IV)    |

## Halbfinale
In der Halbzeitpause des Viertelfinals zwischen der BSG Chemie Leipzig und RasenBallsport Leipzig II (1:5) hat Spielleiter Jörg Beutel die Halbfinale im Frauen-Landespokal und AOK PLUS Landespokal der Juniorinnen ausgelost. Als „Losfee“ hat dabei Benjamin Schmidt (BSG Chemie Leipzig) assistiert. Laut Rahmenterminplan sind die Spiele für das Wochenende des 26./27.11.2022 angesetzt.
| Datum      |                     | Ergebnis |                                |
| ---------- | ------------------- | -------- | ------------------------------ |
| 27.11.2022 | RB Leipzig II (III) | 1:0      | SV Eintracht Leipzig-Süd (III) |
| 26.03.2023 | Chemnitzer FC (IV)  | 3:0      | 1. FFC Fortuna Dresden (IV)    |

## Finale
| Chemnitzer FC                                                   | Chemnitzer FC | RB Leipzig II | RB Leipzig II |
| --------------------------------------------------------------- | --- | --- | ------------- |
| Chemnitzer FC                                                   | \| 01. Mai 2023 um 15:00 Uhr in Oelsnitz/Vogtl. (Elstertalstadion) \| \| Ergebnis: 0:2 (0:1) \| \| Zuschauer: 300 \| \| Schiedsrichterin: Alice Breitfeld (VfB Grünhain-Beierfeld) \| \| Spielbericht \|                                                                                                 | \| 01. Mai 2023 um 15:00 Uhr in Oelsnitz/Vogtl. (Elstertalstadion) \| \| Ergebnis: 0:2 (0:1) \| \| Zuschauer: 300 \| \| Schiedsrichterin: Alice Breitfeld (VfB Grünhain-Beierfeld) \| \| Spielbericht \| | RB Leipzig II |
| Chemnitzer FC                                                   | Franziska Frohs – Jule Wunderlich, Julia Ehmann, Melanie Klocke (84. Veronika Remenova), Meike Sandig (80. Amelie Sophie Bär), Lina Hertel (80. Giulia Barthel), Vanessa Oehmichen, Juliette Leuschner, Anne-Sophie Schade , Maja Furkert (52. Nancy Kiesewalter), Alina Lattke Cheftrainer: Swen Hennig | Kristina Hauczinger – Josefine Borisch, Marie-Luise Herrmann, Rucy Grunenberg (46. Jasmin Petters), Hanna Lena Schmelzle, Lisa Reichenbach , Emy Bührig (64. Silja Bäßler), Charlotte Heckler (64. Natalie Grenz), Sarah Daniela Fietz, Sarah Dittrich, Laura Schubert (46. Lenie Pospischil) Cheftrainer: Paul Nürnberger | RB Leipzig II |
| Chemnitzer FC                                                   | 0:1 Reichenbach (3.) 0:2 Bäßler (75.) | | RB Leipzig II |
| Chemnitzer FC                                                   | Oehmichen (50.) | | RB Leipzig II |
| 01. Mai 2023 um 15:00 Uhr in Oelsnitz/Vogtl. (Elstertalstadion) | | |               |
| Ergebnis: 0:2 (0:1)                                             | | |               |
| Zuschauer: 300                                                  | | |               |
| Schiedsrichterin: Alice Breitfeld (VfB Grünhain-Beierfeld)      | | |               |
| Spielbericht                                                    | | |               |